# Кравчук Петро Авксентійович
Петро Авксентійович Кравчук (нар. 12 липня 1947, с. Гірки Любешівського району Волинської області) — український літератор, краєзнавець, автор науково-популярних та краєзнавчих книг.

## Біографія
Народився Петро Кравчук 12 липня 1947 року в селі Гірки Любешівського району Волинської області.
Навчався в Гірківській восьмирічній школі, яку закінчив у 1962 році. Продовжував навчання у місцевій вечірній школі. Навчаючись у школі, організував збір народних пісень Волині, за що отримав подяку від Інституту етнографії й художнього промислу України та поета Максима Рильського. Друкувався в республіканській піонерській газеті «Юный ленинец», районній газеті «Радянське Полісся» та журналі «Скынтея ленинистэ» (Кишинев, Молдова). Був делегатом Першого українського зльоту юних кореспондентів, який у березні 1962 року проходив у республіканському піонерському таборі «Молода гвардія» в Одесі.
У 1963 році вступив до Львівського електротехнікуму зв'язку, який закінчив 1967 року й отримав спеціальність технік-електрик провідного зв'язку і радіофікації.
У 1967—1969 роках служив у Радянській армії. В армії вступив до Красноярського політехнічного інституту на радіотехнічний факультет.
Після армії, з лютого по березень 1970 року, працював електромеханіком Камінь-Каширського районного вузла зв'язку. У березні 1970 року перейшов на роботу на Зарудчівський завод силікатної цегли: працював спершу інженер-механіком, а з травня 1971 року — начальником виробництва. У 1974 році перейшов у Любешівську ПМК-199, де працював інженер-енергетиком до 1976 року. З 1976 року — знову на силікатному заводі, де працював до 1989 року (з 1984 — директором заводу.
Неодноразово обирався депутатом Зарудчівської сільської ради.
У 1989 році створив перший в Україні всесоюзний науково-технічний кооператив — Любешівський міжгалузевий кооперативний центр науково-технічної інформації «Ерудит».
За ініціативи Петра Кравчука була організована експедиція та проведено перше інструментальне вимірювання 7 вересня 1990 р. найвищого в Євразії Тальникового водоспаду (482 м, Росія) та ще трьох великих каскадних водоспадів колишнього СРСР: Кінзелюкського в Саянах (328 м), Великого Арсланбоба в Киргизстані (234 м), Грандіозного в Саянах (172 м).
Був членом ВЛКСМ, у 1972—1973 роках обирався секретарем первинної комсомольської організації Зарудчівського заводу силікатної цегли. Був членом КПРС з 1972 року. Тривалий період очолював первинні партійні організації Любешівської ПМК-199 та Зарудчівського заводу силікатної цегли. Вийшов із КПРС 15 квітня 1991 року.
У 2001 році вийшов на пенсію.
У 2009 році, під час святкування 525-річного ювілею від дати першої писемної згадки, присвоєно звання «Почесний громадянин селища Любешів»
У 2013 році виростив найбільшого в Україні гарбуза вагою 120 кг 500 г. А у 2016 році встановив інший український рекорд, зібравши з одного куща картоплі (сорту Слов'янка) найбільший урожай — 8 кг 120 г бульб. У 2014 році з ініціативи Петра Кравчука та за підтримки газет «Рідне село» (Київ), «Земля моя годувальниця» (Луганськ), «Волинь» (Луцьк), «Віче-інформ» (Луцьк), «Добрий господар» (Львів) оголошено всеукраїнський щорічний конкурс з вирощування рекордних гарбузів.
Серед захоплень Петра Кравчука — фотографія та генеалогія. Фотографією захоплюється з дитинства. Його світлини опубліковані в книгах та газетах. Зокрема, газета «Віче» надрукувала серію «Вернісажів Петра Кравчука»: «Метелики», «Гриби», «Птахи», «Лелеки». Дослідив власний родовід до 9-го коліна.
Брати: Віктор (1951—2017) і Леонід (1957—2014).

## Відзнаки
- Медаль «Ветеран праці» (1986)
- Подяка голови Волинської ОДА за особистий внесок у розвиток Української Держави (2009)
- Почесний громадянин Любешова (2009)
- Ювілейна медаль «20 років незалежності України» (2011)[22]

## Творчість
Перші публікації Петра Кравчука в пресі з'явилися в республіканській піонерській газеті «Юный ленинец» та в районній «Радянське Полісся». Газета «Юный ленинец» за активну діяльність нагородила фотоапаратом «Смена-3» та путівкою на Перший всеукраїнський зліт юних кореспондентів, який у березні 1962 року проходив у республіканському піонерському таборі «Молода гвардія» в місті Одесі.
У його творчому доробку науково-популярні та краєзнавчі книги:
- У 1988 році в республіканському видавництві «Радянська школа» (м. Київ) вийшла 130-тисячним тиражем науково-популярна книга рос. «Географический калейдоскоп».
- У 1993 році вийшла друга книга — «Рекорды природы». Наступного року книга вийшла додатковим тиражем.
- Заснував і видає «Книгу рекордів Волині». Перший і другий випуски, під назвою «Рекорди Волині», побачили світ у 1994 і 1999 роках, третій — у 2005 році.
- У 2011 році побачила світ «Книга рекордів природи».
- У 2023 році вийшла книга "Рідна Горківська школа" (ISBN 978-966-289-756-2. 372 стор.).
- У 2024 році побачила світ книга "Природи дивосвіт" (ISBN 978-617-554-251-4, 360 стор.).
- Заснував національну «Книгу рекордів України». Планував регулярний її випуск.

Петро Кравчук — автор понад 500 публікацій, а також численних фотографій. Друкувався щонайменше, як у 14 журналах і 36 газетах колишнього СРСР, України, Молдови та Білорусі. Деякі із них виходили мільйонними тиражами. Матеріали Петра Авксентійовича, а також розповіді про нього самого та його творчість, опубліковані, зокрема, у журналах «Вокруг света», «Наука и жизнь», «Студенческий меридиан», «География в школе», «Человек и природа», «Україна», «Географія та основи економіки в школі», «Рідна природа», «Перець» та газетах «Експрес», «Добрий господар», «Голос України», «Радянська Україна», «Волинь», «Робітнича газета», «Президентський вісник», «Україна молода», «Цікава газета на вихідні» та інших. У багатьох із них («Україна», «Урядовий кур'єр», «Географія та основи економіки в школі», «Рідна природа», «Человек и природа», «Тваринництво України», «Нове життя» та ін.) мав свої багаторічні рубрики.